# Шиниле
Шиниле (сомал. Shiniile) — одна из 9 зон региона Сомали, Эфиопия.

## География
Граничит с регионом Афар (на западе), с регионом Оромия (на юге), с зоной Джиджига (на юго-востоке), с Сомали (на востоке) и с Джибути (на севере). Крупнейший город — Шиниле (англ.).

## Население
По данным Центрального статистического агентства Эфиопии на 2007 год население зоны составляет 457 086 человек, из них 246 302 мужчины и 210 784 женщины. 97,03 % населения составляют сомалийцы; 1,42 % — амхара и оставшиеся 1,55 % представлены другими этническими группами. 96,91 % жителей зоны считают родным языком сомалийский; 1,36 % — амхарский; 1,34 % — оромо; оставшиеся 0,39 % назвали другие языки в качестве родного. 98,35 % населения — мусульмане.
По данным прошлой переписи 1997 года население зоны насчитывало 358 703 человека, из них 191 094 мужчины и 167 609 женщин. 95 % населения составляли сомалийцы; 95 % назвали родным языком сомалийский. Только 3,4 % населения были грамотны.

## Административное деление
В административном отношении подразделяется на 6 районов (ворэд):
- Афдем
- Айша
- Дембел
- Эрер
- Миесо
- Шиниле